# Gorka Campo Loza
Gorka Campo Loza (Lejona, Vizcaya, 27 de mayo de 2000) es un futbolista español que juega en la demarcación de guardameta en el Barakaldo Club de Fútbol de la Tercera Federación.

## Biografía
Empezó a formarse como futbolista en las categorías inferiores de la SD Leioa, En la Temporada 2019-20 llega a la CD Basconia, donde juega siete partidos en sus dos temporadas en Tercera División. La temporada siguiente fue cedido al Urdúliz FT de Tercera Federación, donde disputó un total de veintiocho partidos.
En la temporada 2022 pasa a ser jugador del Barakaldo CF de Tercera Federación, debutando el 11 de diciembre de 2022 frente al Aurrera de Vitoria  con victoria de uno a cinco.

## Estadísticas

### Clubes
| Club         | País   | Año       |
| ------------ | ------ | --------- |
| CD Basconia  | España | 2019-2021 |
| Urdúliz FT   | España | 2021-2022 |
| Barakaldo CF | España | 2022-     |

### Resumen estadístico
| Categoría                  | Partidos | Goles |
| -------------------------- | -------- | ----- |
| Tercera División de España | 7        | 5     |
| Tercera Federación         | 30       | 38    |
| Total en su carrera        | 37       | 43    |